# Daisuke Suzuki
Ne doit pas être confondu avec Daisuke Suzuki (shogi).
Daisuke Suzuki, né le 29 janvier 1990 à Tokyo, est un footballeur japonais qui évolue au poste de défenseur au Kashiwa Reysol.

## Carrière
Le 9 septembre 2018, à l'issue de son contrat avec le Gimnàstic Tarragone, il s'engage avec le Kashiwa Reysol, qui évolue alors en J1 League. Il y avait déjà évolué entre 2013 et 2016.